# Yvonne van Gennip
Yvonne Maria van Gennip (Haarlem, Nizozemska, 1. svibnja 1964.) je umirovljena nizozemska natjecateljica u brzom klizanju, trostruka olimpijska pobjednica.
Iako je dva mjeseca prije Zimskih olimpijskih igara u Calgaryju 1988. godine imala ozljedu i operaciju stopala, na opće iznenađenje uvjerljivo je trijumfirala u tri discipline, postavivši pri tome i dva svjetska rekorda (na 3000 m te na 5000 m). Na Zimskim igrama nastupala je još u dva navrata (na Igrama u Sarajevu 1984. te na Igrama u Albertvilleu 1992. godine) ali bez osvojene medalje.
Iako je s uspjehom nastupala 1980-tih godina, dominaciju iz Calgaryja više nikad nije ponovila. U karijeri nije nikad bila niti svjetska niti europska prvakinja, iako sa svjetskih prvenstava ima srebro i dvije bronce, a s europskih tri srebra i dvije bronce.